# Merrittia
Merrittia es un género monotípico de plantas fanerógamas de la familia de las asteráceas. Su única especie: Merrittia benguetensis, es originaria de Filipinas.
Anteriormente clasificado como Blumea benguetensis (Elmer) Mattf.,  Bot. Jahrb. Syst., 62, p. 425, 1929.

## Etimología
- Merrittia: en honor a Elmer Drew Merrill (1876-1956), botánico estadounidense.
- benguetensis: epíteto geográfico que se refiere a Benguet, una provincia en la región de La Cordillera en Filipinas.

## Distribución y hábitat
Se encuentra en los  bosques lluviosos tropicals junto con Lithocarpus jordanii, Lithocarpus luzonensis, Cyathea, Ficus, Omalanthus, Daphniphyllum, Meliosma, y Persea, en Tuba, Filipinas.

## Taxonomía
Merrittia benguetensis fue descrita primero por Adolph Daniel Edward Elmer en 1906 y atribuida entonces al género Senecio y  luego reclasificada en Merritia por Elmer Drew Merrill y publicado en Philipp. J. Sci., C 5, p. 396 en 1910
Sinonimia
- Blumea benguetensis (Elmer) Mattf.
- Senecio benguetensis Elmer[4]